# العلاقات الفلبينية الهندوراسية
العلاقات الفلبينية الهندوراسية هي العلاقات الثنائية التي تجمع بين الفلبين وهندوراس.

## مقارنة بين البلدين
هذه مقارنة عامة ومرجعية للدولتين:
| وجه المقارنة                                              | الفلبين                       | هندوراس          |
| --------------------------------------------------------- | ----------------------------- | ---------------- |
| المساحة (كم2)                                             | 343.45 ألف                    | 112.49 ألف       |
| عدد السكان (نسمة)                                         | 104.92 مليون                  | 9.27 مليون       |
| الكثافة السكانية (ن./كم²)                                 | 305.49                        | 82.41            |
| العاصمة                                                   | مانيلا                        | تيغوسيغالبا      |
| اللغة الرسمية                                             | اللغة الفلبينية، لغة إنجليزية | اللغة الإسبانية  |
| العملة                                                    | بيسو فلبيني                   | لمبيرة هندوراسية |
| الناتج المحلي الإجمالي (بليون دولار)                      | 313.60 مليار                  | 22.98 مليار      |
| الناتج المحلي الإجمالي (تعادل القوة الشرائية) بليون دولار | 743.90 مليار                  | 41.14 مليار      |
| الناتج المحلي الإجمالي الاسمي للفرد دولار أمريكي          | 2.90 ألف                      | 2.53 ألف         |
| الناتج المحلي الإجمالي للفرد دولار أمريكي                 | 7.39 ألف                      | 4.91 ألف         |
| مؤشر التنمية البشرية                                      | 0.668                         | 0.606            |
| رمز المكالمات الدولي                                      | +63                           | +504             |
| رمز الإنترنت                                              | .ph                           | .hn              |
| المنطقة الزمنية                                           | توقيت الفلبين                 | 00               |

## منظمات دولية مشتركة
يشترك البلدان في عضوية مجموعة من المنظمات الدولية، منها:
| علم المنظمة | اسم المنظمة                               | تاريخ انضمام الفلبين | تاريخ انضمام هندوراس |
| ----------- | ----------------------------------------- | -------------------- | -------------------- |
|             | مؤسسة التنمية الدولية                     | 28 أكتوبر 1960       | 23 ديسمبر 1960       |
|             | يونسكو                                    | 21 نوفمبر 1946       | 16 ديسمبر 1947       |
|             | وكالة ضمان الاستثمار متعدد الأطراف        | 8 فبراير 1994        | 30 يونيو 1992        |
|             | الأمم المتحدة                             | 24 أكتوبر 1945       | 17 ديسمبر 1945       |
|             | الفريق المعني برصد الأرض                  | ?                    | ?                    |
|             | الاتحاد البريدي العالمي                   | ?                    | ?                    |
|             | البنك الدولي للإنشاء والتعمير             | 27 ديسمبر 1945       | 27 ديسمبر 1945       |
|             | الاتحاد الدولي للاتصالات                  | 25 مايو 1912         | 27 أكتوبر 1925       |
|             | منظمة حظر الأسلحة الكيميائية              | ?                    | ?                    |
|             | مؤسسة التمويل الدولية                     | 12 أغسطس 1957        | 20 يوليو 1956        |
|             | المركز الدولي لتسوية المنازعات الاستشارية | 17 ديسمبر 1978       | 16 مارس 1989         |
|             | منظمة التجارة العالمية                    | 1995                 | ?                    |
|             | منظمة الشرطة الجنائية الدولية             | ?                    | ?                    |

## وصلات خارجية
- موقع وزارة الخارجية الفلبينية
- موقع وزارة الخارجية الهندوراسية